# Pseudobiloba tenebrarum
Genre
Espèce
Synonymes
- Neanura tenebrarum Absolon, 1901

Pseudobiloba tenebrarum, unique représentant du genre Pseudobiloba, est une espèce de collemboles de la famille des Neanuridae.

## Distribution
Cette espèce se rencontre en Europe dans des grottes.

## Publications originales
- Absolon, 1901 : Über Neanura tenebrarum nov. sp. aus den Höhlen des mährischen Karstes; über die Gattung Tetrodontophora Reuter und einige Sinnesorgane der Collembolen. Zoologischer Anzeiger, vol. 24, p. 575-586 (texte intégral).
- Stach, 1951 : The Apterygotan fauna of Poland in relation to the world-fauna of this group of insects. Family Bilobidae. Acta Monographica Musei Historiae Naturalis, vol. 4, p. 1-97.